# Trofeo dei Collegi
Il Trofeo dei Collegi di Pavia è una competizione sportiva organizzata annualmente dal CUS Pavia, dedicata agli studenti iscritti a uno dei  collegi universitari di Pavia. Le gare si svolgono lungo l’anno accademico, culminando nell’assegnazione di due trofei distinti, maschile e femminile, al collegio con il miglior rendimento aggregato in più discipline sportive.

## Storia

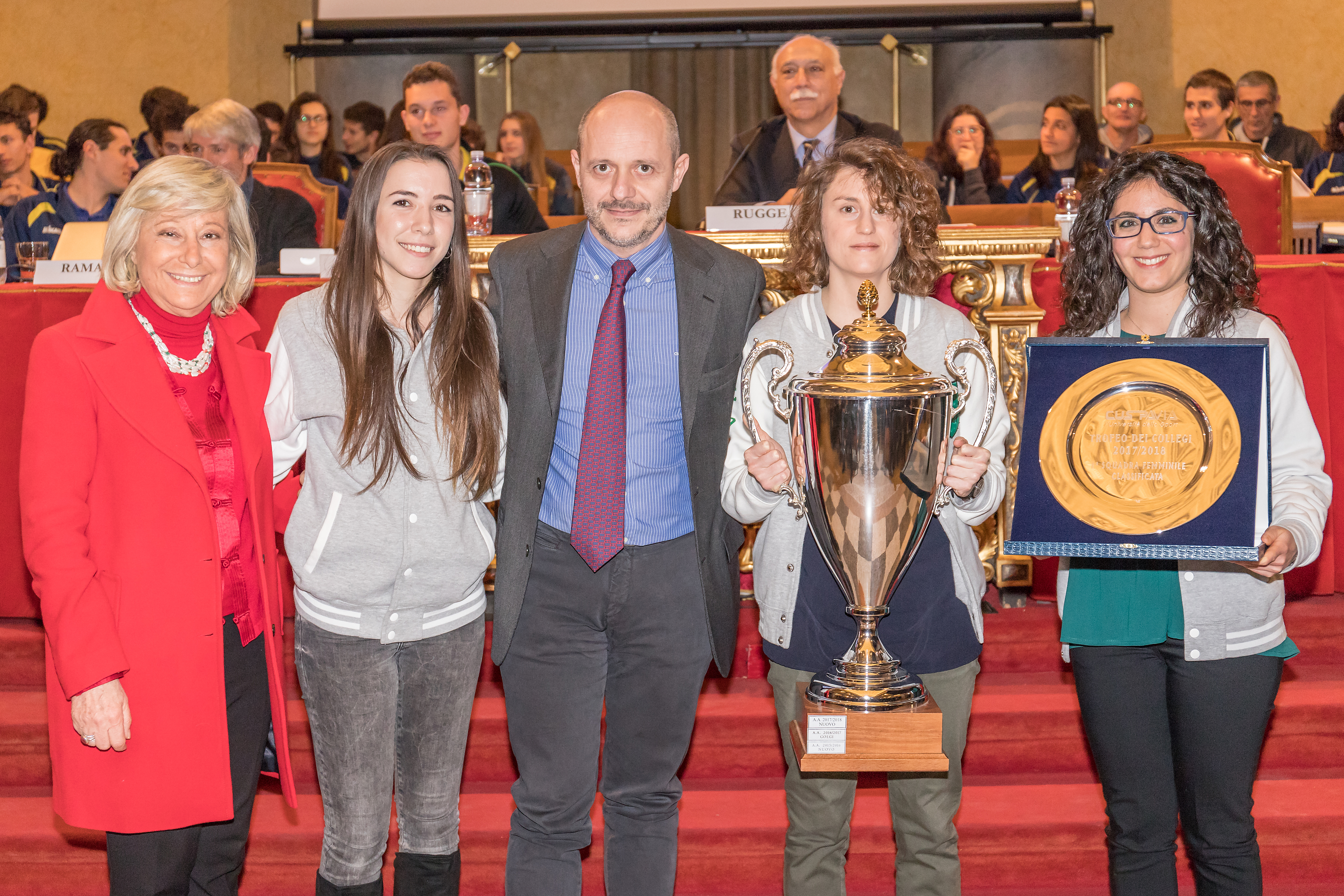
Consegna del Trofeo dei Collegi durante l'edizione 2017-2018

Nato nell’anno accademico 1998/1999, il Trofeo dei Collegi ha unito in un’unica iniziativa i tornei già esistenti tra i collegi, evolvendosi fino ad includere una varietà di discipline che coinvolgono centinaia di studenti.

## Struttura e Discipline
Le gare si svolgono in tornei su base annuale, possono partecipare tutti gli studenti contemporaneamente iscritti all'Università di Pavia e alunni di un collegio universitario. Alle prestazioni delle squadre nei vari tornei viene assegnato un punteggio pesato in base alla disciplina, che va a comporre le classifiche finali, maschile e femminile. Nell'edizione 2024-2025 le discipline presenti sono state:
- Pallacanestro
- Pallavolo
- Calcio[5]
- Beach Volley
- Basket 3x3
- Atletica leggera
- Dragon Boat[6]

## Albo d'oro
Di seguito i vincitori delle singoli edizioni e la tabella riassuntiva dei risultati.

### Trofeo femminile
- 1998-1999:  Coll. Castiglioni (1º)
- 1999-2000:  Coll. Castiglioni (2º)
- 2000-2001:  Coll. S. Caterina (1º)
- 2001-2002:  Coll. Castiglioni (3º)
- 2002-2003:  Coll. Nuovo (1º)
- 2003-2004:  Coll. Nuovo (2º)
- 2004-2005:  Coll. Golgi (1º)
- 2005-2006:  Coll. Nuovo (3º)
- 2006-2007:  Coll. Nuovo (4º)
- 2007-2008:  Coll. Nuovo (5º)
- 2008-2009:  Coll. Nuovo (6º)
- 2009-2010:  Coll. Ghislieri (1º)
- 2010-2011:  Coll. Cardano (1º)
- 2011-2012:  Coll. Nuovo (7º)
- 2012-2013:  Coll. Nuovo (8º)
- 2013-2014:  Coll. Nuovo (9º)
- 2014-2015:  Coll. Nuovo (10º)
- 2015-2016:  Coll. Nuovo (11º)
- 2016-2017:  Coll. Golgi (2º)
- 2017-2018:  Coll. Nuovo (12º)
- 2018-2019:  Coll. Golgi (3º)
- 2019-2020: Non disputato
- 2020-2021: Non disputato
- 2021-2022:  Coll. Golgi (4º)[8]

- 2022-2023:  Coll. Golgi (5º)
- 2023-2024:  Coll. S. Caterina (2º)
- 2024-2025:  Coll. S. Caterina (3º)

#### Risultati
| Pos. | Collegio          | Presenze | Oro | Argento | Bronzo | Totale |
| ---- | ----------------- | -------- | --- | ------- | ------ | ------ |
| 1    | Coll. Nuovo       | 25       | 12  | 7       | 3      | 22     |
| 2    | Coll. Golgi       | 25       | 5   | 6       | 2      | 13     |
| 3    | Coll. Castiglioni | 25       | 3   | 2       | 3      | 8      |
| 4    | Coll. S. Caterina | 25       | 3   | 2       | 7      | 12     |
| 5    | Coll. Cardano     | 25       | 1   | 5       | 4      | 10     |
| 6    | Coll. Ghislieri   | 25       | 1   | 2       | 5      | 8      |
| 7    | Coll. Maino       | 23       | 0   | 1       | 0      | 1      |
|      | Coll. Marianum    | 7        | 0   | 0       | 1      | 1      |

### Trofeo maschile
- 1998-1999:  Coll. Spallanzani (1º)
- 1999-2000:  Coll. Golgi (1º)
- 2000-2001:  Coll. Borromeo (1º)
- 2001-2002:  Coll. Cardano (1º)
- 2002-2003:  Coll. Cardano (2º)
- 2003-2004:  Coll. S. Agostino (1º)
- 2004-2005:  Coll. Golgi (2º)
- 2005-2006:  Coll. Fraccaro (1º)
- 2006-2007:  Coll. Fraccaro (2º)
- 2007-2008:  Coll. Fraccaro (3º)
- 2008-2009:  Coll. Fraccaro (4º)
- 2009-2010:  Coll. Fraccaro (5º)
- 2010-2011:  Coll. Fraccaro (6º)
- 2011-2012:  Coll. Fraccaro (7º)
- 2012-2013:  Coll. Don Bosco (1º)
- 2013-2014:  Coll. Don Bosco (2º)
- 2014-2015:  Coll. Don Bosco (3º) -  Coll. Fraccaro (8º) (ex aequo)[10]

- 2015-2016:  Coll. Fraccaro (9º)
- 2016-2017:  Coll. Fraccaro (10º)
- 2017-2018:  Coll. Volta (1º)
- 2018-2019:  Coll. Cairoli (1º)
- 2019-2020: Non disputato
- 2020-2021: Non disputato
- 2021-2022:  Coll. Cairoli (2º)[8]
- 2022-2023:  Coll. Cairoli (3º)
- 2023-2024:  Coll. Volta (2º)
- 2024-2025:  Coll. Cairoli (4º)

#### Risultati
| Pos. | Collegio           | Presenze | Oro | Argento | Bronzo | Totale |
| ---- | ------------------ | -------- | --- | ------- | ------ | ------ |
| 1    | Coll. Fraccaro     | 25       | 10  | 2       | 3      | 15     |
| 2    | Coll. Cairoli      | 25       | 4   | 2       | 2      | 8      |
| 3    | Coll. Don Bosco    | 22       | 3   | 3       | 1      | 7      |
| 4    | Coll. Cardano      | 25       | 2   | 6       | 5      | 13     |
| 5    | Coll. Golgi        | 25       | 2   | 2       | 1      | 5      |
| 6    | Coll. Volta        | 23       | 2   | 1       | 1      | 4      |
| 7    | Coll. Spallanzani  | 25       | 1   | 3       | 2      | 6      |
| 8    | Coll. Borromeo     | 25       | 1   | 2       | 4      | 7      |
|      | Coll. S. Agostino  | 18       | 1   | 1       | 1      | 3      |
| 9    | Coll. Ghislieri    | 25       | 0   | 1       | 2      | 3      |
| 10   | Coll. Valla        | 25       | 0   | 1       | 1      | 2      |
| 11   | Coll. G. del Maino | 23       | 0   | 1       | 0      | 1      |
| 12   | Coll. Griziotti    | 25       | 0   | 0       | 1      | 1      |